# Fernando Saura y Manuel de Villena
Fernando Saura y Manuel de Villena (Sant Lluís, 15 de febrer de 1942) és un polític i pèrit naval menorquí, que fou diputat al Parlament de les Illes Balears les dues primeres legislatures.
Pertany a una família aristocràtica. Militant d'Alianza Popular, fou escollit membre del Consell Insular de Menorca i diputat a les eleccions al Parlament de les Illes Balears de 1983 i 1987.